# 塞昆迪諾 (亞利桑那州)
塞昆迪諾（英語：Secundino）是位於美國亞利桑那州皮馬縣的一個非建制地區。該地的面積和人口皆未知。

## 地理
塞昆迪諾的座標為31°41′38″N 111°26′34″W / 31.69389°N 111.44278°W，而該地的平均海拔高度為993米（即3258英尺）。